# Flemminge herrgård
Flemminge herrgård var en herrgård i Ekeby socken, Boxholms kommun.

## Historik
Flemminge herrgård är en herrgård i Ekeby socken. Gården bildades av brukspatron Pontus af Burén och bestod av en mantal Mulebo med underlydande Lagnebrunna 2 mantal frälse, vilket år 1872 hörde under Boxholm.

## Manngården
Huvudbyggnaden är belägen vid Svartån. Den är uppförd år 1873, samt består av ett envånings, reveterat trähus, vilket omges av nyplanterade parkanläggningar och
trädgårdsanläggningar.